# Lateinamerikanische Literatur
Lateinamerikanische Literatur bezeichnet die in den Sprachen Lateinamerikas verfasste Literatur, überwiegend in den romanischen Sprachen Spanisch und Portugiesisch, auch Französisch. Die lateinamerikanische Literatur wurde als ein Schmelztiegel der Kulturen (crisol de culturas) bezeichnet. Doch trugen lateinamerikanische Intellektuelle und Literaten auch maßgeblich zur Identitätsbildung ihrer jeweiligen Nationen bei.

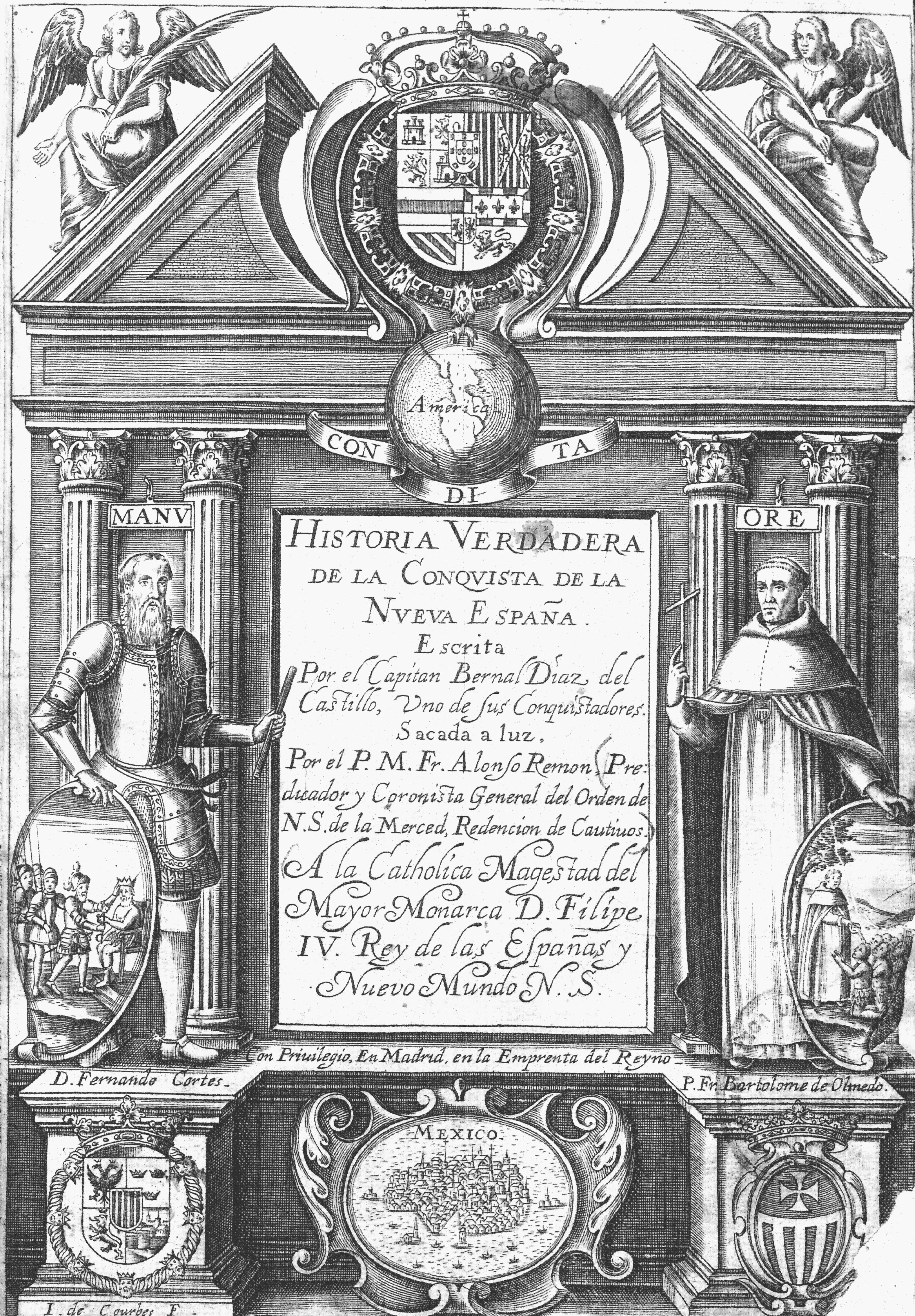
Historia verdadera de la conquista de la Nueva España (1632) von Bernal Díaz del Castillo.

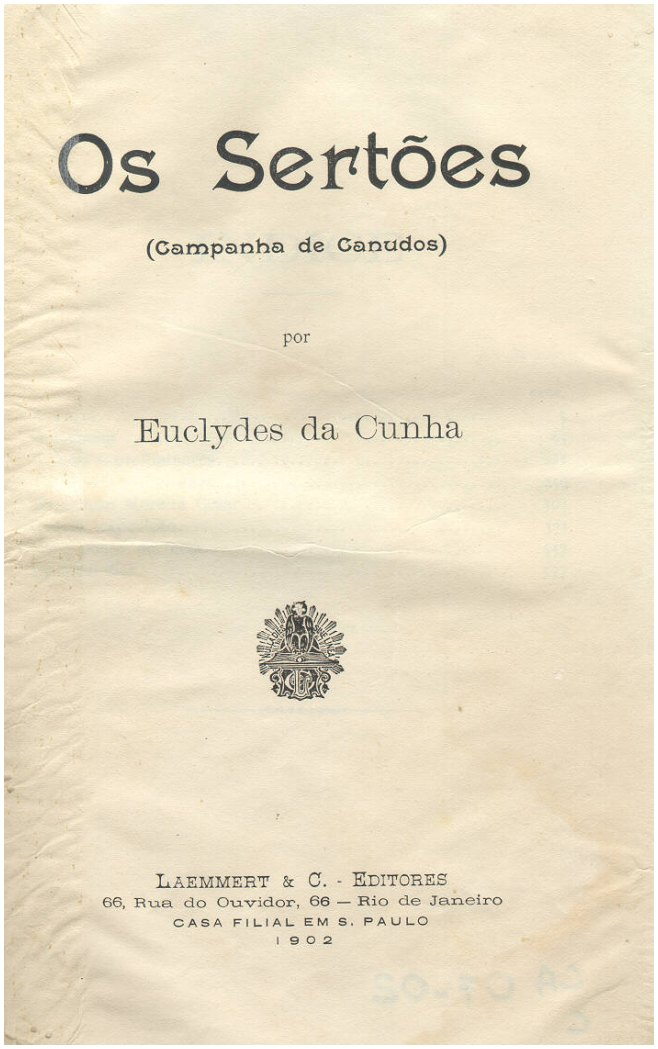
Os Sertões (Krieg im Sertão) von Euclides da Cunha

Je nach Definition werden neben der hispanoamerikanischen bzw. iberoamerikanischen Literatur die Literaturen in den vielen Sprachen der indigenen Ethnien Süd- und Mittelamerikas dazu gezählt, außerdem die afrobrasilianische Literatur (Poesia negra usw.). Es gibt beispielsweise auch eine auf Spanisch verfasste lateinamerikanische Literatur in den Vereinigten Staaten.
In der Folge prägten sich regionale bzw. nationale Literaturtraditionen deutlicher aus, da zwischen den jungen Nationalstaaten immer weniger Austauschbeziehungen bestanden und sich stattdessen die einseitige Orientierung an Europa – in Abkehr von spanischen Vorbildern vor allem am französischen Symbolismus – verstärkte. Während dieser und der Modernismo in der Lyrik dominierten, wurde die Epik der 1920er und 1930er Jahre durch einen sozialrealistischen Stil geprägt, der sich durch verstärkte Orientierung auf das Alltagsleben der indigenen Bauern oder Betarbeiter und auf regionale Besonderheiten auszeichnete. Dazu gehören peruanische Andinismo und der brasilianische Indigenismo.
Die Literatur der 1940er bis 1980er Jahre war in vielen Ländern durch den Magischen Realismus geprägt. Zu diesem Boom trug die Entstehung eines globalen spanischsprachigen Buchmarktes im 20. Jahrhundert bei, der heute 550 Millionen potenzielle Leser umfasst. Jedoch wird der Magischen Realismus nach dem Abebben des auch von der US- und europäischen Nachfrage getriebenen Booms als Macondismo kritisch gesehen wird.

## Historischer Überblick
Wichtige Momente der lateinamerikanischen Literatur sind die Ankunft der Vertreter der Kolonialmächte (Conquista), die Mission der Jesuiten, die zu eigenständigen Formen barocker Literatur führte, sowie die Unabhängigkeit der Länder von der Kolonialherrschaft.

### 19. Jahrhundert
Die Ideen der Aufklärung wurden meist erst zeitgleich mit denen der Romantik – also während des Kampfes um die Unabhängigkeit und danach – rezipiert, und zwar vor allem von jesuitischen Reformern. Herders Historismus regte die Lateinamerikaner zum Überdenken ihrer Kultur, Sprache und historischen Identität an. Insbesondere befreiten die französische Revolution und der Sturz Ferdinand VII. das Denken im spanischen Mutterland wie in den Kolonien von klerikalen Fesseln, förderten aber die Wissenschaftsgläubigkeit. Auch die Rezeption der Werke Alexander von Humboldts trug zur Stärkung eines kreolischen Selbstbewusstseins bei; Simón Bolívar empfing aus ihnen sowie aus dem Denken Rousseaus und Jeremy Benthams viele Anregungen. Dennoch beschränkten sich die Wirkungen der Aufklärung in einer nach wie vor feudalen Gesellschaft auf eine kleine gebildete Minderheit.

#### Romantik
Die Befreiungskriege waren vom Aufschwung der nationalen Romantik begleitet. Im frühen 19. Jahrhundert suchte die Erzählliteratur Lateinamerikas Anschluss an europäische Vorgaben der Romantik und entwickelte nebenbei eine eigene mit lokalen Themen verbundene Prosa. Die Romantik war für lateinamerikanischen Schriftsteller bedeutsam, da sie die Befreiung des Individuums thematisierte. Die koloniale Prägung hatte die Menschen an Traditionen und Klassizismus gebunden. Nun konnten sie dieser Gebundenheit durch die Literatur entfliehen. So wurden erstmals die aktuelle Geschichte und damit verbundene Probleme niedergeschrieben. In dieser Zeit entflammte der Kampf für die Gleichberechtigung der indigenen Bevölkerung, in dessen Zusammenhang die Gattung des Sklavenromans (novela abolicionista) entstand, die von dem Kubaner Felix Tanco y Bosmeniel (1797–1871) begründet wurde (Petrona y Rosalía 1838). Ein weiteres Beispiel hierfür ist der Roman Francisco von Anselmo Suárez y Romero (1818–1878). 1841 wurde in Spanien der Roman Sab (dt. Ausgabe 1997) von der aus Kuba stammenden Autorin Gertrudis Gómez de Avellaneda in Spanien veröffentlicht, der nicht nur die Lage des schwarzen Sklaven Sab, sondern auch die Rechtlosigkeit der Frauen kritisiert.
Das Individuum mit seiner inneren Welt steht im Mittelpunkt der romantischen Literatur. Insbesondere der Liebesroman erlangte große Bedeutung. Dabei geht es meist um eine tragische, unerfüllte Liebe, die mit dem Tod beider Protagonisten enden kann. Neben der Liebe wird auch der Natur nun eine größere Bedeutung beigemessen. In der Lyrik und Prosa finden sich detailreiche, idyllische Naturbeschreibungen wieder, die neben der Beschreibung der Naturphänomene auch den Gefühlszustand des Schriftstellers widerspiegeln. Diese Merkmale der Romantik kehren u. a. häufig in den Werken des Argentiniers José Mármol wieder. Weitere Vertreter der Romantik in Lateinamerika sind Esteban Echeverría (Argentinien), Jorge Isaacs (Kolumbien) und Juan León Mera (Ecuador).
Mit dem Costumbrismo entstand seit den 1830er Jahren eine in ganz Lateinamerika (auch in Brasilien) verbreitete realistische Erzählströmung, die die agrarische Prägung der jungen Staaten widerspiegelte und sich teils romantischer Motive bediente. Sie herrschte in regionalen Variationen lange auf dem gesamten Halbkontinent vor. Die Einflüsse des Positivismus, Darwinismus und Rassentheorien führten gegen Ende des Jahrhunderts zu einer systematischen Abwertung der Kultur der Indigenen, die man in der Literatur häufig als eine zum Untergang verurteilte Rasse darstellte.
In der Folge prägten sich regionale bzw. nationale Literaturtraditionen immer deutlicher aus. Die jungen Nationalliteraturen emanzipierten sich immer stärker von spanischen bzw. portugiesischen Vorbildern. Der Begriff „Lateinamerika“ und seine Verwendung anstelle des Begriffs Iberoamerika reflektierte diesen Prozess, der zur stärkeren Orientierung an französischen Vorbildern des Symbolismus und Naturalismus führte. Zur Entstehung dieser Nationalliteraturen trugen die relativ geringen kulturellen Austauschbeziehungen zwischen den lateinamerikanischen Staaten bei, die durch die zu Europa und später zu den USA ersetzt wurden. Erste Zweifel an der Rolle ihrer nationalistischen weißen Eliten werden in den ironischen Werken des brasilianischen Autors Joaquim Maria Machado de Assis deutlich, Zweifel an den republikanischen Idealen und am positivistischen Fortschrittsglauben artikuliert der (selbst vom Darwinismus beeinflusste) Soziologe und Ingenieur Euclides da Cunha. Die gänzliche kulturelle Unabhängigkeit des Kontinents forderte Ende des 19. Jahrhunderts José Martí.

#### Die Anfänge des Modernismo
Eine bedeutende Rolle spielte im gesamten 19. und frühen 20. Jahrhundert die Poetik, zunächst in Form der nationalromantischen, später der subjektivistisch-symbolistischen Lyrik, deren Vertreter hochangesehen waren und oft kulthaft gefeiert wurden. Die Krisen der Jahrhundertwende begünstigten die Flucht in das Ideal zweckfreier Schönheit, die von der oft kryptischen Lyrik des Modernismo angestrebt wurde. Der Modernismo war anfangs noch eine romantische Bewegung mit dem Anspruch, eine zweite Renaissance zu schaffen. Er war geprägt von außerordentlicher Kreativität, von Selbstquälerei bis hin zu Todessehnsucht, aber auch durch Negierung der realen Welt der Kriege, Tyranneien und Revolutionen. Er begab sich nicht in die Niederungen des realen Lebens. Bald jedoch wurde er prägend für das lateinamerikanische Selbstverständnis und spielte eine bedeutende Rolle im Identitätsbildungsprozess vieler lateinamerikanischer Länder. Ausschlaggebend dafür war das Trauma des Spanisch-Amerikanischen Krieges von 1898, der mit der Niederlage Spaniens, dem Verlust seiner letzten Kolonien (Kuba, Philippinen) und der Etablierung der USA als Vormacht in der Karibik endete, aber zum Widerstand der sich rasch politisierenden Literaten gegen den angloamerikanischen Utilitarismus und Imperialismus führte. Der Modernismo gilt als die erste eigenständige literarische Bewegung Lateinamerikas und wirkte stark auf das Mutterland zurück. Als ihr wichtigster Vertreter gilt der Nicaraguaner Rubén Darío.
Metaphorisch wurde dieser Konflikt dargestellt durch den Rückgriff auf zwei Gestalten Shakespeares: das Ungeheuer Caliban als Personifizierung des US-Imperialismus und die spirituelle Gegenfigur, der Luftgeist Ariel, welcher der lateinischen Wertewelt zugeordnet wurde. Programmatisch wurde das im Roman Ariel des Uruguayers José Enrique Rodó im Jahr 1900 dargelegt. Immer mehr Intellektuelle aller politischen Richtungen wendeten sich gegen die politischen und kulturellen Dominanzbestrebungen der USA, besannen sich auf Geschichte und Dichtung der Inkas und Azteken und verbanden diese auf allerdings nicht unproblematische Weise mit der spanischen Conquista zu einer Odisea cirolla („kreolische Odyssee“). Die blutige und heroisch anmutende Vergangenheit der spanischen und der lateinamerikanischen Nationen reizte die dichterische Vorstellungskraft, war aber durchaus antidemokratisch und elitär und taugte nicht als Wegweiser für politische Aktion, auch wenn dies beabsichtigt war.

### 20. Jahrhundert
Die Konzentration auf das identitätsstiftende Eigene der lateinamerikanischen Literatur und Kunst im prähistorischen Erbe, in Natur und Landschaften des Subkontinents führte in der Konsequenz in sehr unterschiedliche Richtungen mit politischen Implikationen: Zum einen stellten die klaren geometrischen Formen prähispanischer Skulpturen und Bauwerke sowohl eine Offenbarung als auch eine Legitimation moderner kubistischer und konstruktivistischer Strömungen dar. Sie wiesen den Weg eines kosmopolitischen Universalismus, dessen Repräsentant entweder der Indio oder der Mestize als Ergebnis einer rassischen und kulturellen Vermischung war.
Diese neuen mestizische lateinamerikanischen Identität, die nicht primär ethnisch, sondern durch eine harmonische Kultursynthese definiert ist, aber oft ein tragisches Schicksal erleidet, war ein Thema der Literatur und Essayistik der 1920er Jahre. Herausragender Vertreter dieser Richtung war der Peruaner José Carlos Mariátegui, der eine Verbindung zwischen deutschem Marxismus und der Mentalität Lateinamerikas schaffen wollte. Dieser Ansatz ging als Indigenismo in die Literaturgeschichte ein.
Zum anderen wurde die prähispanische Kunst auch zur Quelle nationalistisch-populistischer Bewegungen: Die Suche nach den Wurzeln und nach Identität führte vielfach in die Arme des Faschismus, begünstigt durch Exil und Studienaufenthalte etlicher Intellektueller und Autoren in Südeuropa, wo sie im Italien der 1920er Jahre von den Ideen Mussolinis beeinflusst wurden wie z. B. Plínio Salgado in Brasilien und Leopoldo Lugones in Argentinien. Letzterer schürte im multiethnischen Argentinien Fremdenfeindlichkeit und Hass gegen Kommunisten und Anarchisten. In diesem Land fand 1919 das erste antijüdische Pogrom Lateinamerikas statt.
Die avantgardistische Literatur Lateinamerikas bewegte sich so auf einem schmalen Grat zwischen reaktionärem Nationalismus und Universalismus: Während einige Autoren die lateinische Identität indigenisieren und dadurch universalisieren wollten, förderten nationalistisch orientierte Intellektuelle antidemokratisches Elitedenken und dienten damit der Legitimierung von Diktaturen z. B. in Argentinien, Brasilien, Mexiko und Peru, während aus der Generación del 28 die revolutionäre Linke Venezuelas hervorging. Die nicaraguanische Avantgarde kämpfte einerseits gegen den Einfluss der Yankees und verstand sich als sandinistisch, während sie gleichzeitig in Anastasio Somoza García den wahren Führer Nicaraguas sah.

#### Realismus
Obwohl fast alle literarischen Strömungen des frühen 20. Jahrhunderts – egal welcher politischen Couleur – seit Rubén Daríos Gedicht A Roosevelt (1904) der Kritik an der Kultur des yanquismo und der Politik der USA verhaftet waren, entging der Modernismus jedoch nicht den Einflüssen der angloamerikanischen Literatur. Dieser amerikanisierte Modernismo legte alles Überspannte und Romantische ab und widmete sich der Schilderung des Alltagslebens in den verschiedenen Regionen. Aus der Dichtung verschwanden „Schwäne, Glanz, Edelsteine und erhabene Gefühle.“ Dafür erschienen essbare Tiere, die Schicksale der Armen, sexuelle Nöte (so bei Graciliano Ramos) und das süße Leben in tropischen Gassen. Die Protagonisten waren Barbiere, Bürgermeister, Händler, Pfarrer, Buchdrucker oder Landarbeiter – dieselben Figuren, die später bei García Márquez erscheinen. Zu nennen sind vor allem der Kolumbianer Luis Carlos López (1883–1950) und der Mexikaner Ramón López Velarde (1888–1921).
Seit den 1920er und 1930er Jahren des 20. Jahrhunderts – kurz vor und vor allem nachdem; der Weltwirtschaftskrise – weitete sich das Themenspektrum der lateinamerikanischen Literatur erheblich. Neben der Natur, der Revolution, den Mythen der Indigenen, dem Leben in der Wildnis, auf den Haziendas und in den Kleinstädten fokussierte die lateinamerikanische Literatur nun das Elend auf dem Lande, insbesondere das der Indigenen, und zunehmend auch die sozialen Probleme der Arbeiter und Angestellten in den Großstädten. Dies erfolgte zunächst in sachlich-realistischer Weise wie in Europa und Nordamerika. Durch lang anhaltende Phasen der Diktatur in vielen Ländern und massenhafte Exilierung der Intellektuellen kam es zu einem stärkeren Austausch zwischen den lateinamerikanischen Literaturen und zu einer kreativen Diversifizierung der Stile. Die Erfahrung der Unterdrückung und das Exil führten nach dem Zweiten Weltkrieg zu einer Politisierung der Literatur bis hin zur satirischen Kannibalisierung und Karnevalisierung der chaotischen Geschichte und der sich wiederholenden politischen Krisen.

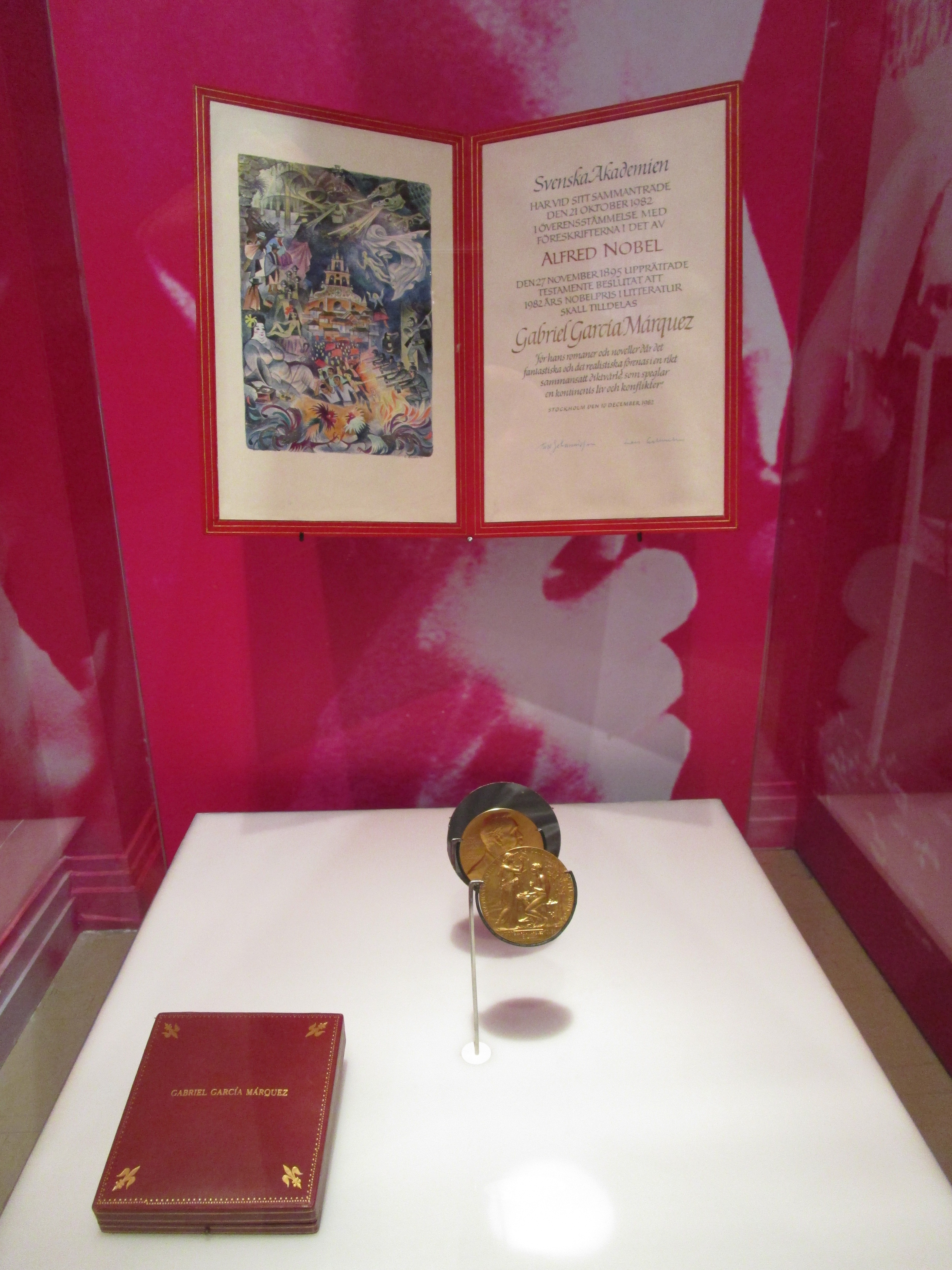
Gabriel Garcia Marquez erhielt 1982 den Nobelpreis für Literatur für seine Werke, „in denen sich das Phantastische und das Realistische […] vereinen, die Leben und Konflikt eines Kontinents widerspiegeln“.

#### Magischer Realismus
Seit den 1960er Jahren gewann die lateinamerikanische Literatur stark an internationaler Popularität, insbesondere aufgrund der Entwicklung der als „magischer Realismus“ (span. realismo mágico, mit negativer Konnotation auch als Macondismo) bekannten Stilrichtung. Der Realismus wurde durch die Phantastik ergänzt. Man spricht von einer Boom-Generation. Das stark gestiegene Interesse an lateinamerikanischen Autoren hat Autoren wie Augusto Roa Bastos aus Paraguay, Jorge Luis Borges, Ernesto Sabato und Julio Cortázar aus Argentinien, Carlos Fuentes aus Mexiko, Mario Vargas Llosa aus Peru, Pablo Neruda aus Chile und Gabriel Garcia Marquez aus Kolumbien weltweite Anerkennung gebracht.
Die Militärdiktaturen der 1960er bis 1980er Jahre zwangen zahlreiche Autoren ins Exil. Die Rückkehr veränderte die kulturelle Landschaft Lateinamerikas tiefgreifend und führte zu einer langen Phase der Aufarbeitung dieser Phase. Mario Vargas Llosa führt den Erfolg des lateinamerikanischen Romans auf den wagemutigen Umgang der Autoren mit dem politischen und sozialen Verfall Lateinamerikas nach 1960 zurück: Romanciers sind wie Geier, die sich von Aas nähren, wie Würmer in einem Käse, der im Begriff ist, [...] Fäulnisgeruch snzunehmen.

#### Der „Post-Boom“
Zur nächsten Generation von Autoren nach dem frühen Boom und der Phase der Diktaturen zählen Autoren, die mit neuen Formen experimentieren und neue Themen bearbeiten, wie Roberto Bolaño, Isabel Allende, Elena Poniatowska, Giannina Braschi, Junot Diaz, und Luisa Valenzuela. Gegen Ende des 20. Jahrhunderts fand auch Juan Carlos Onetti aus Uruguay späte Anerkennung.

### Gegenwart
Seit den 1990er Jahren führten Migration und Globalisierung zu neuen kulturellen Grenzüberschreitungen und damit zur zunehmenden Hybridisierung und Transkulturalität der lateinamerikanischen Literatur(en), wobei die US-Literatur, die internationale Popkultur und die Kultur der Indigenen wichtige Beiträge leisten. Im 21. Jahrhundert differenziert sich die lateinamerikanische Literatur immer stärker thematisch und nach Genren (postmoderne, postkoloniale, dystopische, Horrorliteratur, Science Fiction, Thriller, Chroniken, Biographien usw.) sowie nach Medien (Internetliteratur: Blogs, Mikroerzählungen). Der Essayistik kommt weiterhin eine bedeutende Rolle zu.

## Internationale Position der lateinamerikanischen Literatur
Sechs lateinamerikanische Autoren haben den Nobelpreis für Literatur erhalten: die chilenische Dichterin Gabriela Mistral (1945), der guatemaltekische Romancier Miguel Asturias (1967), der chilenische Dichter Pablo Neruda (1971), der kolumbianische Schriftsteller Gabriel Garcia Marquez (1982), der mexikanische Dichter Octavio Paz (1990) und der peruanische Schriftsteller Mario Vargas Llosa (2010).
Verschiedene Autoren wurden mit dem spanischen Premio Cervantes, dem portugiesischen Prémio Camões oder anderen hochrangigen internationalen Literaturpreisen ausgezeichnet.
In der UNESCO-Sammlung repräsentativer Werke (Collection UNESCO d'œuvres représentatives) gibt es eine Iberoamerikanische Reihe (Série ibéro-américaine). Aufnahme fanden darin unter anderem Andrés Bello (Naissance d'une pensée latino-américaine), Flor Romero de Nohra (Crépitant tropique. Roman. Un village colombien à l'heure de la guérilla), das Manuscrit Tovar: origines et coyances des indiens du Mexique, eine Bolivar-Auswahl, Concolorcorvo (Itinéraire de Buenos-Aires à Lima), Juan Zorrilla de San Martín (Tabaré), Gabriel René Moreno (Les derniers jours de la colonie dans le Haut-Pérou), Josué Montello (Les Tambours noirs : la saga du nègre brésilien), José Enrique Rodó (Motifs de Protée), Horacio Quiroga (Contes d'amour, de folie et de mort), Domingo Faustino Sarmiento (Facundo), John Lloyd Stephens (Aventures de voyage en pays maya), Alonso de Ercilla y Zúñiga (La Araucana : le cycle de Lautaro), Garcilaso de la Vega (Commentaires royaux sur le Pérou des Incas), Bernardino de Sahagún (Tenochtitlan México, ed. Jacques Donvez), Joaquim Maria Machado de Assis (Quincas Borba) u. a.
Kleine lateinamerikanische Verlage vertreiben die Bücher ihrer Autoren selten in den Nachbarländern. So führt der Weg zum internationalen Erfolg viele lateinamerikanische Schriftsteller erst einmal nach Spanien, dessen Verlage damit eine starke Position bei der Auswahl der zu veröffentlichenden Titel innehaben, oder in die USA. Immer mehr Autoren gehen mit Übersetzungen ihrer Titel sofort auf den englischsprachigen Markt. Von dort kehren die Bücher jedoch selten in die Heimatländer der Autoren zurück. Der in Argentinien geborene Anthropologe und Kulturtheoretiker Néstor García Canclini (* 1939) spricht in diesem Zusammenhang von mercados colonizados: Im Ausland werde darüber entschieden, was in Lateinamerika gelesen wird. Daher schreiben immer mehr lateinamerikanische Autoren implizit für die kosmopolitischen Mittelschichten, so dass die Frage, was eigentlich lateinamerikanische Literatur ist, immer schwieriger zu beantworten ist.

## Übersicht
Indigene Sprachen Lateinamerikas: siehe unter Anfänge der lateinamerikanischen Literatur
Portugiesisch: Brasilianische Literatur
Spanisch: Argentinische Literatur – Bolivianische Literatur – Chilenische Literatur – Kolumbianische Literatur – Literatur Costa Ricas – Kubanische Literatur – Dominikanische Literatur siehe Karibische Literatur – Ecuadorianische Literatur – Guatemaltekische Literatur – Honduranische Literatur (Schriftsteller) – Mexikanische Literatur – Literatur Nicaraguas – Panamaische Literatur siehe Panama – Paraguayische Literatur – Peruanische Literatur – Puerto-ricanische Literatur siehe Karibische Literatur – Salvadorianische Literatur – Uruguayische Literatur – Venezolanische Literatur
Französisch: Literatur von Französisch-Guayana – Literatur von Guadeloupe – Haitianische Literatur – Literatur von Martinique – siehe Karibische Literatur
Niederländisch, Sranantongo – siehe Karibische Literatur#Suriname
Afrobrasilianische Literatur